# Let It Bleed
Let It Bleed (englisch für „Lass es bluten“) ist das achte Studioalbum der britischen Bluesrock-Band The Rolling Stones, das im November 1969 erschien.

## Entstehung und Veröffentlichung
Die Erstveröffentlichung von Let It Bleed erfolgte am 29. November 1969 bei den Musiklabels Decca Records (Vereinigtes Königreich) und London Records (Vereinigte Staaten). Das Album erschien in seiner Originalausführung als LP mit neun Titeln (Katalognummer: London NPS-4). Im März 1986 erschien es erstmals als CD-Ausführung über London Records (Katalognummer: 820 052-2). Ursprünglich sollte das Album Sticky Fingers heißen; diesen Titel erhielt dann die LP von 1971.
Geschrieben wurden alle Lieder gemeinsam von den beiden Rolling-Stones-Mitgliedern Mick Jagger und Keith Richards. Für die Produktion aller Lieder zeichnete alleine Jimmy Miller verantwortlich. Die Aufnahmen fanden von Februar bis Oktober 1969 in den Londoner Olympic Studios statt; lediglich das Lied You Can’t Always Get What You Want war bereits am 16. und am 17. November 1968 aufgenommen worden, also noch vor der Veröffentlichung von Beggars Banquet. Die meisten Gitarrenparts wurden von Richards eingespielt. Der drogengeschädigte Brian Jones war nur noch bei zwei Liedern beteiligt: er spielte die Autoharp bei You Got the Silver sowie die Conga, eine afrikanische Handtrommel, bei Midnight Rambler. Auch sein Nachfolger Mick Taylor war lediglich bei Country Honk und Live with Me zu hören. You Got the Silver war der erste allein von Richards gesungene Titel auf einem Stones-Album. Auf Bootleg-Versionen des Albums ist eine Fassung mit Mick Jagger zu hören.

## Gastmusiker
Die Stones wurden bei diesem Album wieder von einer Reihe von Gastmusikern unterstützt; dazu gehörten u. a. Nicky Hopkins und Leon Russell. Der eindringliche Gospel-Gesangspart in Gimme Shelter wurde von Merry Clayton beigesteuert, einer erfahrenen R&B-Sängerin, die bereits mit Darlene Love und Ray Charles Alben eingespielt hatte. Bei Country Honk, einer Country-Version des nur als Single veröffentlichten Honky Tonk Women (übersetzbar als „Spelunken-Weiber“, vgl. dazu auch „Honky-Tonk“), trat der Geiger Byron Berline von den Flying Burrito Brothers als Gastmusiker in Aktion; bei Love in Vain spielte Ry Cooder Mandoline. Der von Al Kooper arrangierte Song You Can’t Always Get What You Want wurde mit dem Londoner Bach-Chor eingespielt. In dieser hymnischen Version des Liedes ist Kooper auch an der Orgel und als Hornist zu hören.
Bei dem Lied Live with Me ist zum ersten Mal auf einer Rolling-Stones-Platte der Saxophonist Bobby Keys zu hören, der ab diesem Zeitpunkt bis zur Veröffentlichung von Goats Head Soup 1973 regelmäßig im Studio und bis zu seinem Todesjahr 2014 bei den Konzerten mitwirkte. Live with Me gilt als erster Rolling-Stones-Titel, bei dem der Einsatz von Blasinstrumenten nicht bloß Beiwerk ist, sondern maßgeblich zum Sound beiträgt.

## Artwork
Für den Entwurf und die Gestaltung des Covers war der US-amerikanische Grafikdesigner Robert Brownjohn verantwortlich, der für seine Arbeit 1.000 Pfund Sterling erhielt. Auf der Plattenhülle sieht man – in Form eines „Plattenwechslers“ – die bereits heruntergelassene Schellackplatte Let It Bleed, darüber eine Tortenplatte, eine Filmrolle, ein Zifferblatt, eine Pizza und ein Fahrzeugreifen; gekrönt wird das Ganze von einer sahnebedeckten, mit Belegkirschen verzierten Torte, in der Mitte darauf die Nachbildungen der Bandmitglieder im Stile einer Hochzeitskapelle. Für die Herstellung der Torte zuständig war Delia Smith, zu dieser Zeit noch eine unbekannte Verfasserin von Kochrezepten im Daily Mirror, einer englischen Tageszeitung. Später wurde sie in England eine beliebte Fernsehmoderatorin und Kochbuchautorin. Auf der Rückseite der Plattenhülle der gleiche Kuchen: Ein Stück fehlt, die Stones umgestürzt, die Schallplatte zerbrochen. – Im Inneren der Plattenhülle der Hinweis, die Musik laut abzuspielen (“This Record Should Be Played Loud”).

## Live
Alle Stücke des Albums außer Country Honk wurden in Konzerten gespielt. Dabei zählen Gimme Shelter, Midnight Rambler und You Can’t Always Get What You Want zu den am häufigsten gespielten Klassikern. Letzterer Song wurde 2012/13 mit einem Chor aufgeführt, der jeweils aus dem Ort stammte, an dem das Konzert stattfand. Love in Vain gehörte in den Jahren 1969 bis 1972 zum festen Konzertprogramm.

## Titelliste
Alle Lieder von Mick Jagger und Keith Richards, außer wenn anders angegeben. Die auf der Rückseite der Plattenhülle stehende Reihung der Titel stimmt nicht mit der realen Abfolge überein.
Seite 1:
1. Gimme Shelter (4:30)
2. Love in Vain (Robert Johnson) (4:19)
3. Country Honk (3:07)
4. Live with Me (3:33)
5. Let It Bleed (5:27)

Seite 2:
1. Midnight Rambler (6:52)
2. You Got the Silver (2:50)
3. Monkey Man (4:11)
4. You Can’t Always Get What You Want (7:28)

## Singleauskopplungen
| Jahr | Titel                      | Höchstplatzierung, Gesamtwochen, AuszeichnungChartsChartplatzierungen (Jahr, Titel, , Platzierungen, Wochen, Auszeichnungen, Anmerkungen) | Anmerkungen                                               |
| Jahr | Titel                      | UK | Anmerkungen                                               |
| ---- | -------------------------- | --- | --------------------------------------------------------- |
| 1970 | Gimme Shelter Let It Bleed | UK76 ×2Doppelplatin · (2 Wo.)UK | Erstveröffentlichung: November 1970 Verkäufe: + 1.465.000 |

## Mitwirkende
- Mick Jagger: Gesang, Mundharmonika
- Keith Richards: Gesang, Gitarren, E-Bass
- Brian Jones: Autoharp, Perkussion
- Bill Wyman: E-Bass, Autoharp
- Charlie Watts: Schlagzeug
- Mick Taylor: Gitarren
- Ian Stewart: Klavier
- Ry Cooder: Mandoline
- Byron Berline: Fiddle
- Al Kooper: Piano, Orgel, Waldhorn
- Nicky Hopkins: Klavier
- Bobby Keys: Tenor-Saxophon
- Leon Russell: Klavier, Bläser-Arrangement
- Rocky Dijon: Perkussion
- Jimmy Miller: Perkussion, Tamburin, Schlagzeug
- Merry Clayton: Gesang
- Madeline Bell, Nanette Newman, Doris Troy: Gesang
- London Bach Choir

## Rezeption
Let It Bleed wird von vielen Kritikern und Fans als eines der besten Alben der Rolling Stones angesehen. Die deutsche Ausgabe des Rolling Stone wählte es im November 2004 auf Platz 13 seiner Liste der „500 besten Alben aller Zeiten“. Die US-amerikanische Ausgabe des Rolling Stone wählte das Album auf Platz 32.
You Got the Silver fand als Teil des Soundtracks zu Zabriskie Point Verwendung.

## Kommerzieller Erfolg

### Chartplatzierungen
Let It Bleed avancierte zum Nummer-eins-Album in den Niederlanden und dem Vereinigten Königreich. Darüber hinaus erreichte es Top-10-Platzierungen in Norwegen (Rang 2), Deutschland und den Vereinigten Staaten (je Rang 3).
| ChartsChartplatzierungen       | Höchstplatzierung | Wochen |
| ------------------------------ | ----------------- | ------ |
| Deutschland (GfK)              | 3 (1 Wo.)         | 1      |
| Vereinigte Staaten (Billboard) | 3 (44 Wo.)        | 44     |
| Vereinigtes Königreich (OCC)   | 1 (29 Wo.)        | 29     |

### Auszeichnungen für Musikverkäufe
| Land/Region                  | Auszeichnungen für Musikverkäufe (Land/Region, Auszeichnung, Verkäufe) | Verkäufe  |
| ---------------------------- | ---------------------------------------------------------------------- | --------- |
| Australien (ARIA)            | Platin                                                                 | 70.000    |
| Kanada (MC)                  | Platin                                                                 | 100.000   |
| Neuseeland (RMNZ)            | Gold                                                                   | 7.500     |
| Vereinigte Staaten (RIAA)    | 2× Platin                                                              | 2.000.000 |
| Vereinigtes Königreich (BPI) | Platin                                                                 | 300.000   |
| Insgesamt                    | 1× Gold · 5× Platin ·                                                  | 2.477.500 |

Hauptartikel: The Rolling Stones/Auszeichnungen für Musikverkäufe